# Jacques Siwe
Jacques-Julien Siwe (Saint-Maurice, 29 luglio 2001) è un calciatore francese, attaccante del Guingamp.

## Caratteristiche tecniche
È un centravanti.

## Carriera
Cresciuto nel settore giovanile del Créteil-Lusitanos, nel 2018 viene acquistato a titolo definitivo dal Digione che lo aggrega alla propria seconda squadra; l'11 aprile 2021 debutta fra i professionisti giocando l'incontro di Ligue 1 perso 3-0 contro il Monaco.

## Statistiche
Statistiche aggiornate al 23 maggio 2021.

### Presenze e reti nei club
| Stagione        | Squadra         | Campionato      | Campionato | Campionato | Coppe nazionali | Coppe nazionali | Coppe nazionali | Coppe continentali | Coppe continentali | Coppe continentali | Altre coppe | Altre coppe | Altre coppe | Totale | Totale | Totale |
| Stagione        | Squadra         | Comp            | Pres       | Reti       | Comp            | Pres            | Reti            | Comp               | Pres               | Reti               | Comp        | Pres        | Reti        | Pres   | Reti   |        |
| --------------- | --------------- | --------------- | ---------- | ---------- | --------------- | --------------- | --------------- | ------------------ | ------------------ | ------------------ | ----------- | ----------- | ----------- | ------ | ------ | ------ |
| 2018-2019       | Digione 2       | N3              | 4          | 0          |                 | -               | -               |                    | -                  | -                  |             | -           | -           | 4      | 0      |        |
| 2019-2020       | Digione 2       | N3              | 13         | 1          |                 | -               | -               |                    | -                  | -                  |             | -           | -           | 13     | 1      |        |
| 2020-2021       | Digione 2       | N3              | 6          | 0          |                 | -               | -               |                    | -                  | -                  |             | -           | -           | 6      | 0      |        |
| 2020-2021       | Digione         | L1              | 5          | 0          | CF              | 0               | 0               |                    | -                  | -                  |             | -           | -           | 5      | 0      |        |
| Totale carriera | Totale carriera | Totale carriera | 28         | 3          |                 | 0               | 0               |                    | -                  | -                  |             | -           | -           | 28     | 3      |        |